# Kō Masaki
Kō Masaki (jap. 真崎 航, Masaki Kō; auch Koh Masaki, * 20. Juli 1983 in Tokio, Japan; † 18. Mai 2013 in Japan) war ein japanischer Pornodarsteller und Model, der in der homosexuellen Szene tätig war. Kō galt als „erfolgreichster japanischer Pornostar“.

## Leben
Seine Karriere als Pornodarsteller begann Kō im Jahre 2009 unter dem Namen Shō Nakanishi (中西 翔). Er wirkte in über 100 Filmen mit und arbeitete bis zu seinem Tod exklusiv für Games Video Production. Seine hierdurch erlangte Bekanntheit, die sich durch seine Tätigkeit als Gogo-Tänzer in Japan, China, Südkorea, Taiwan und Thailand noch erhöhte, verschaffte ihm Zugang auf Titelbilder der Zeitschriften G-Men und dem Badi Magazine. In letzterem wurde er in der Juli-Ausgabe 2011 auf 43 Seiten porträtiert. Ferner war er Unterwäsche-Model der Firma Dugas Underwear.
Im Jahre 2012 wirkte Kō mit seinem Partner im Musikvideo zu „How Beautiful You Are“ der japanischen Sängerin Ayumi Hamasaki mit.
Er starb am 18. Mai 2013 im Alter von 29 Jahren an Komplikationen einer Blinddarm- und Bauchfellentzündung.
Besonders an seiner Karriere war, dass er als erster (homosexueller) Pornodarsteller in Japan öffentliche Prominenz erlangte. Gesichter von Pornodarstellern, die meistens auch Gay-for-Pay agieren, werden gängig in Vorschauen der Pornos verpixelt, wogegen Kō ohne diese Verpixlung in der Öffentlichkeit auftrat und man einen direkten Bezug zu seiner Pornokarriere hatte.